# Gordon C. Zahn
Gordon C. Zahn (* 7. August 1918 in Milwaukee, Wisconsin; † 9. Dezember 2007 in Wauwatosa, Wisconsin) war ein US-amerikanischer Soziologe.

## Leben
Gordon C. Zahn promovierte 1952 an der Catholic University und war von 1953 bis 1967 Professor für Soziologie an der Loyola University Chicago. Von 1967 bis 1980 war er an der University of Massachusetts Boston. 1968 wurde er Präsident der American Catholic Sociological Society. Er war einer der Gründer von Pax Christi in den USA.
Im deutschen Sprachraum wurde Gordon C. Zahn durch seine Biografie über den österreichischen Kriegsdienstverweigerer Franz Jägerstätter bekannt. Auf Grundlage des Buches drehte Axel Corti den Film Der Fall Jägerstätter.
Seit langem an Alzheimer erkrankt, starb Zahn im Dezember 2007.

## Werke
- In Solitary Witness: The Life and Death of Franz Jägerstätter. 1964, ISBN 0-87243-141-X; deutsche Übersetzung: Er folgte seinem Gewissen. Das einsame Zeugnis des Franz Jägerstätter. Styria, Graz u. a. 1967, 1980, ISBN 3-222-11202-9.
- Catholic opposition to Hitler. Washington DC 1970
- Chaplains in the RAF. Manchester Univ. Press, Manchester 1969
- Die deutschen Katholiken und Hitlers Kriege. Styria, Graz u. a. 1965, OCLC 5052177.
- Franz Jägerstätter. Märtyrer aus Gewissensgründen. Pax Christi Tirol, Innsbruck 1987; Originalausgabe: Franz Jaegerstaetter: Martyr for Conscience (= Peacemaker Pamphlet Series), Pax Christi USA, Erie, PA 1980, 1984, 2007, OCLC 501328500 (19 Seiten).